# 元顕恭
元 顕恭（げん けんきょう、生年不詳 - 530年）は、北魏の皇族。字は懐忠。

## 経歴
城陽懐王元鸞の次男として生まれた。522年（正光3年）、揚州別駕に任じられ、襄威将軍の位を加えられた。軍功により平陽県開国子に封じられ、司徒主簿となった。まもなく中書侍郎に転じた。529年（永安2年）、北中郎将に転じた。まもなく左将軍・東徐州刺史に任じられた。530年（永安3年）、安東将軍・大司農卿となった。まもなく中軍将軍・東荊州刺史に転じた。孝荘帝が爾朱栄を殺害すると、顕恭は禁兵を率いて平陽に駐屯し、使持節・都督晋建南汾三州諸軍事・鎮西将軍・尚書左僕射・西北道行台・晋州刺史に任じられた。爾朱兆が洛陽に入り、孝荘帝を晋陽に連行して殺害すると、顕恭は晋陽に駆けつけて殺害された。孝武帝の初年に衛大将軍・并州刺史の位が追贈され、さらに車騎大将軍・儀同三司の位が贈られた。

## 妻子

### 妻
- 閭氏（安固伯閭世穎の娘）

### 子
- 元彦昭（後嗣、東魏の武定年間に漁陽郡太守）
- 元彦遵（秘書郎中）
- 元彦賢（給事中）

## 伝記資料
- 『魏書』巻19下 列伝第7下
- 『北史』巻18 列伝第6
- 魏故使持節仮車騎将軍都督晋建南汾三州諸軍事鎮西将軍晋州刺史大都督節度諸軍事兼尚書左僕射西北道大行台平陽県開国子元君墓誌（元恭墓誌）